# Bryconamericus pyahu
Bryconamericus pyahu är en fiskart som beskrevs av Azpelicueta, Casciotta och Almirón 2003. Bryconamericus pyahu ingår i släktet Bryconamericus och familjen Characidae. Inga underarter finns listade.